# 杉浦邦弘
杉浦 邦弘（すぎうら くにひろ、1963年4月26日 - ）は日本の作曲家・編曲家、打楽器奏者。

## 概要
静岡県静岡市出身。東海大学第一高校(現:静岡翔洋高等学校)卒業。武蔵野音楽大学打楽器専攻卒業。愛知県立芸術大学非常勤講師。常葉大学短期大学部非常勤講師。
打楽器を小林美隆（元NHK交響楽団）、野仲啓之助（元東京フィルハーモニー交響楽団）、ドラムセットを長谷川清司（スタジオ・ミュージシャン）の各氏に師事。

## 主要作品

### 管弦楽曲
- もっくんのタイコ物語

### 協奏曲
- 和魂　津軽三味線と管弦楽または吹奏楽のための協奏曲
- LIFE IS SYMPHONY for Electric Guitar and Orchestra

### 吹奏楽
- やまがたふぁんたじぃ 〜吹奏楽のための〜（第31回朝日作曲賞受賞[5]、2022年度全日本吹奏楽コンクール課題曲[6]）
- アイルランド民謡変奏曲　2017年版（Variations on an Irish Folk Song 2017 ver.）
- 行進曲「江戸ノ華」（March "EDO NO HANA"）
- もっくんのタイコ物語
- UTA-HIME 〜美空ひばりメドレー〜 2021年版
- ど演歌えきすぷれす
- ど演歌えきすぷれす第二番
- ど演歌えきすぷれす第三番
- ど演歌えきすぷれす第四番
- 日本縦断民謡まつり 2016年版（Nippon Jyudan Min'yo Matsuri：Japanese  Song Medley 2016 ver.）
- Symphonic D.P.（Deep Purple Medley）
- 港かっぽれ（編曲）「清水みなと祭り」実行委員会が阿木燿子・宇崎竜童に委嘱した演目を出身高校吹奏楽部のために編曲した。
- かっぽれFUNK
- Kapporegae
- かっぽれ侫武夛
- かっぽれエイサー
- かっぽれフラメンコ

### 室内楽曲
- PROSODY IN BLUE（バス・クラリネットとピアノ）
- 夢風童（フルート・アンサンブル、ピアノ、コントラバス、打楽器）

### その他
- 静岡市立両河内小中学校校歌
- 光る海、光る山（静岡県立伊豆伊東高等学校校歌）

## 著作
- STICK CONTROL（未出版）
- 楽器固有の記譜法と演奏の実際（未出版）